# Condado de Casa Jijón
El condado de Casa Jijón es un título nobiliario español, cuyos portadores desde su inicio vivieron, y continúan haciéndolo, en las tierras de la actual República del Ecuador. Sus orígenes se remontan al año 1782, cuando el 23 de junio, el rey Carlos III confiere el título de Conde de Casa Jijón a don Miguel de Jijón y León, hijo del Gral. Cristóbal de Gijón y Oronoz, Corregidor de Otavalo y alcalde de Quito en 1724 y de doña Manuela de León y Chiriboga, hermano menor de Cristóbal Jijón y mayor de Manuel, Tomás, Pablo, María Josefa, Fernando, José y Francisco Jijón. El título de conde le es concedido por sus servicios al Reino de España al sanear y construir el barrio Carolina Malagueña, en la ciudad de Málaga, del cual deviene el nombre del Vizcondado previo que también le fue conferido (no heredable).
Al morir Miguel soltero y sin descendencia masculina, el título se perdió, aunque varias veces sus descendientes intentaron restituirlo infructuosamente. Uno de los casos más conocidos tuvo lugar a mediados del siglo XIX cuando el entonces presidente ecuatoriano Juan José Flores, en el afán de ennoblecer a su familia patrocinó el reclamo de su esposa Mercedes Jijón, que lo litigaría con su primo Francisco Jijón.
En 1958 el título fue finalmente restituido para Manuel Jijón-Caamaño y Flores, descendiente de 4.ª generación por parte del hermano del primer conde, Manuel de Jijón y León; la restitución es llevada a cabo por el generalísimo Francisco Franco acogiéndose a la Ley de Sucesión en la Jefatura del Estado que restauró los títulos nobiliarios que fueron abolidos en la II República española. Hasta el día de hoy el título se encuentra ligado a la familia Jijón-Caamaño, en Ecuador, aunque no representa ningún privilegio desde la independencia del país en 1822.
El predio insigne de la Casa Jijón es el Palacio de La Circasiana, una propiedad ubicada en el centro norte de la ciudad de Quito. En 1998 dicho inmueble fue vendido por la familia al Municipio Metropolitano, y este a su vez instaló en el edificio principal las dependencias del Instituto de Patrimonio Cultural (IPC); el edificio de la biblioteca ha sido convertido en la Biblioteca Jacinto Jijón y Caamaño, más conocida como Biblioteca Americanista; y sus jardines en un bello parque para el recreo de los habitantes de la ciudad.
De igual forma los condes donaron a la ciudad la monumental Puerta de La Circasiana (o Arco de La Circasiana), antigua puerta de entrada al palacio familiar, y actualmente ubicada en el parque de El Ejido como uno de los símbolos más importantes de la zona turística de La Mariscal.

## Relación de condes de Casa Jijón
Los miembros de este linaje, en orden descendente, son:
|                                                | Titular                            | Período                            | Otros títulos                                                                      |
| Creación del título por Carlos III             | Creación del título por Carlos III | Creación del título por Carlos III | Creación del título por Carlos III                                                 |
| ---------------------------------------------- | ---------------------------------- | ---------------------------------- | ---------------------------------------------------------------------------------- |
| i                                              | Miguel de Jijón y León             | 1782-1794                          | Vizconde de la Carolina Malagueña (no heredable) Caballero de la Orden de Santiago |
| Rehabilitación del título por Francisco Franco |                                    |                                    |                                                                                    |
| ii                                             | Manuel Jijón-Caamaño y Flores      | 1958-2003                          | Caballero de Honor y Devoción de la Soberana Orden de Malta                        |
| iii                                            | Jacinto Jijón-Caamaño y Barba      | 2005-2018                          |                                                                                    |
| iv                                             | Nicolás Correa y Jijón-Caamaño     | 2018-                              |                                                                                    |